# اليونان الهلنستية

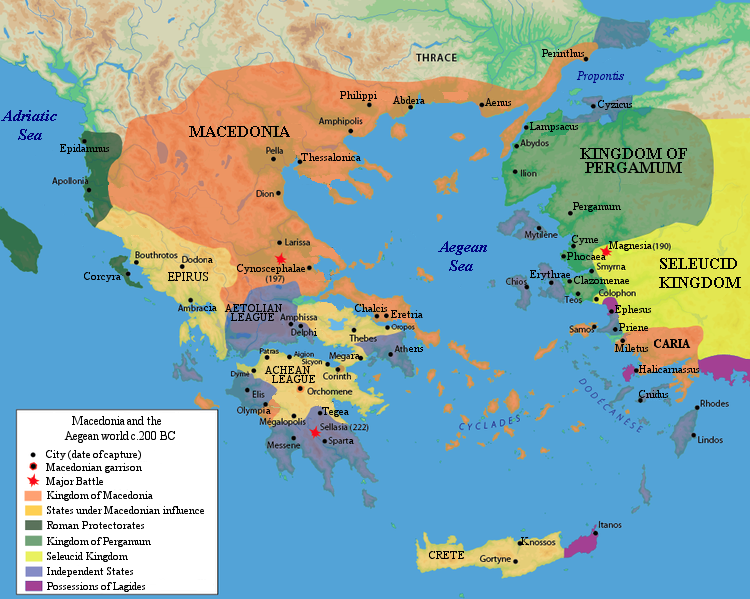
خريطة اليونان الهلنستية في 200 ق.م، مع مملكة مقدونيا القديمة (اللون البرتقالي) تحت حكم فيليب الخامس (الفترة 221-179 ق.م)، دول تابعة للمقدونيين (الأصفر الغامق)، المملكة السلوقية (الأصفر الفاتح)، تحتالحماية الرومانية (الأخضر الغامق)، المملكة الأتالية (الأخضر الفاتح)، الدول المستقلة (الأرجواني الفاتح)، وممتلكات المملكة البطلمية (البنفسجي الأرجواني).

في سياق الفن والعمارة والثقافة في اليونان القديمة، اليونان الهلنستية تُمثل الفترة بين وفاة الأسكندر الأكبر في 323 ق.م وضم قلب اليونان الكلاسيكية إلي الإمبراطورية الرومانية. حدث هذا في معركة كورنث في 146 ق.م، فوز روماني كبير في البيلوبونيز والذي أدي إلي دمار كورنث وأعلنت عن بداية عصر اليونان الرومانية.
العصر الهلنستي يبدء مع حروب ملوك طوائف الإسكندر، معارك حربية بين جنرالات الإسكندر الأكبر لتقسيم إمبراطوريته في أوروبا وآسيا وشمال إفريقيا. بقيت الحروب حتى 275 ق.م، وشهدت سقوط كلاً من الأسرة الأرغية والأسرة الأنتيبترية في مقدونيا لصالح الأسرة الأنتيغونية. الفترة أيضاً عُلمت بحروب متتابعة بين مملكة مقدونيا وحلفائها الإتحاد الأيتوليي واتحاد آخاين وبين دولة ومدينة أسبرطة.